# Меллегей
Ме́ллегей (дан. Møllehøj) — найвища природна точка у Данії, 170,86 метра заввишки.

## Географія

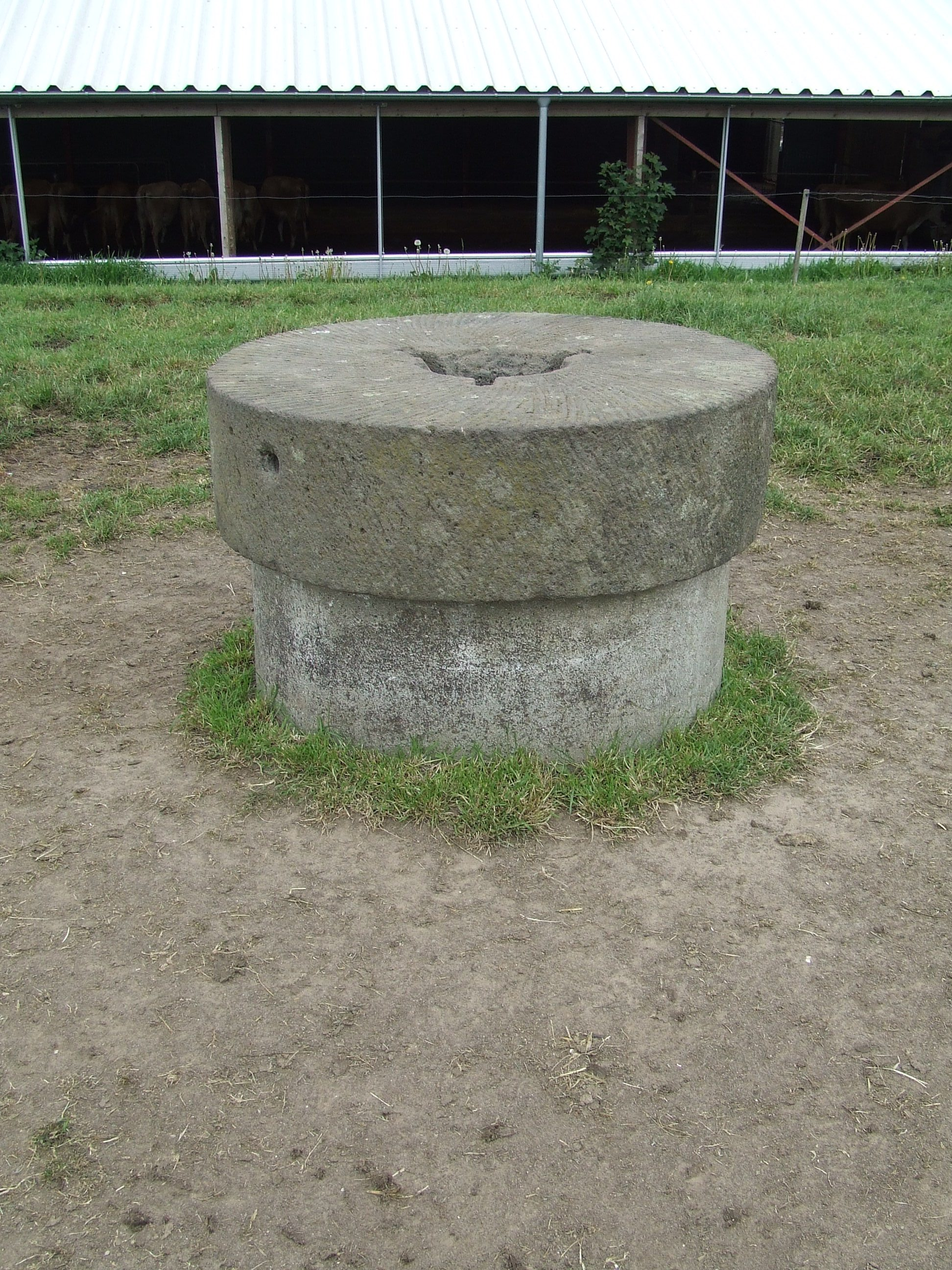
Жорновий камінь, що позначає вершину Меллегей

Меллегей розташований на пагорбах Ейерб'єрге в муніципалітеті Сканнерборг, дуже близько до Ейєр Бавнегей. Вершина позначена жорнами, залишками млина Ейєр, який був на пагорбі з 1838 по 1917 рік. Млин мав вісім боків і мав цибулеподібний дах.
Нові вимірювання, зроблені у лютому 2005 року, показали, що Меллегей був вищим за обох Ідін Сковгей (172,66) м, включаючи могильник бронзової доби на його вершині, 170,77 м без) у муніципалітеті Горсенс та Ейєр Бавнегей, які обидва вважалися вищими. Природні висоти цих двох високих точок відповідно становлять 9 і 51 см нижче, ніж Меллегей. Він був офіційно визнаний найвищою точкою Данії у 2005 році